# 林朝棨
林朝棨（1910年5月26日—1985年7月4日），字戟門，生於日治台灣臺中廳葫蘆墩（今台中市豐原區），長老會基督徒，畢業於第一屆台北帝國大學理學部地質系，之後又獲得日本東北大學理學博士。在台大地質學系任教其間，著手探勘台灣全島及澎湖群島之第四紀地層，他的代表作《台灣地形》奠定了臺灣第四紀地質學研究的基礎，被譽為「台灣地質第四紀之父」，是台灣地質學研究的重要人物:197。

## 早年
1910年，林朝棨出生於臺中豐原圳寮，家中五男一女，林氏排行第四:53。父親林慈為當地望族，是中部地區早期的基督徒:53，其父持家甚嚴，從小就用跑步、游泳等嚴格的體能訓練，來鍛鍊他和兄弟們的體魄和意志。1917年入豐原公學校（今豐原國小）就讀。1923年3月，以第一名成績考入以日本人為主的台中州立第二中學校（今台中二中），是班上僅有的兩位臺灣人之一。1928年考進台北高等學校，就讀理科乙類。林氏在高校期間因住在台北大橋頭附近，參加附近的大稻埕教會，積極投入教會主日學及佈道事工。此外，也參與基督教青年會（YMCA）的聚會，結識了日本地質學家早坂一郎，決心投入地質方面的研究。
1931年高校畢業後，以優異成績直升台北帝國大學理學部地學科地質研究古生物學教室，成為第一屆地質系唯一的學生。接受早坂一郎、富田芳郎、丹桂之助、金子壽衛男等人的指導。1933年，他完成第一篇日文論文〈台灣哺乳類化石產出狀態〉。這時期，林朝棨租屋於板橋，每天清晨五時搭乘板橋—新店之早班「五分仔車」（小型火車），在公館站下車到校，放學後繼續留校研讀，晚上十時才返回板橋。當時他的室友為黃彰輝，每周日一大早，林朝棨與室友等人到附近的板橋教會做禮拜，並協助康清塗傳道師牧會。1934年3月底，林朝棨以《台中州豐原郡第三紀初期和冰河期生成之地層學研究》畢業論文得台北帝國大學理學士學位，留校擔任副手一年。
1934年4月10日，林朝棨在臺南太平境教會與吳嫣嫣結婚，典禮由巴克禮牧師主持。1935年，林朝棨於臺陽礦業株式會社擔任地質師，對當時的礦業資源及地質進行詳細的探勘工作，相關的論文發表迄今仍是重要文獻。

## 中年經歷
第二次世界大戰期間，日本海軍省為開發南洋資源，加強徵調地質學者進行探勘。早坂一郎為了避免林朝棨遭到軍隊調派，於1937年引介他出任滿州國新京工礦技術院（後改名新京工業大學）教授。1939年轉赴華北政務委員會統治下的北平，在日本控制下的北平師範大學和北京大學教地球科學。二戰後，於1946年7月回到台灣，應時任省立臺中師範學校（今國立臺中教育大學）的好友洪炎秋之邀，擔任該校教務主任之職。1947年1 月，改任教於臺灣大學地質系，戮力將日治時期的日文地質文獻翻譯成中文，使得學術承傳不致於中斷。在台灣大學任教期間，林朝棨曾兩度被借調至政府部門任事。1949年及1952年4月兩次借調至臺灣省政府建設廳任專務委員兼礦物科長。在台大期間他也開始探勘台灣全島及澎湖群島之「第四紀」地層，從此奠定臺灣「第四紀」地質學研究的基礎，為其一生最重要的研究成果。
終戰之初，台灣受國語教育的地質系學生尚未畢業，因此，石油公司、電力公司有技術方面的問題常需要林朝棨協助。林朝棨接受臺電總工程師孫運璿邀請，協助埔里、霧社和萬大水庫等水庫的建設。孫運璿原有播給車馬費給林朝棨，但林氏以教授已有薪俸可領，堅持僅收取電力公司職員日薪30元台幣。後來有陸續參與了奧萬大壩、霧社壩、瀧見壩等水壩設計，小梅、竹頭崎、寶山、出礦坑等油田之調查與大溪煤田、三峽煤田、澳底煤田之勘測等諸多公共工程。在翡翠水庫興建時，各方質疑其安全性，林朝棨以其對該處地質的深入了解及參與多處發電用水壩的專業經驗，為地質方面的安全及水庫壽命做保證，且表示願意義務參加建設，擔任地質顧問，促使攸關大台北地區數百萬人口用水的重大工程順利通過。
相傳林氏常接濟許多從大陸來臺、昔日他任教大陸時的學生，那些學生剛來到臺灣，舉目無親，就住在林朝棨的家中，一個小小的日本房屋，擠了三、四十個人，這讓林朝棨的經濟一直不是很寬裕，七個孩子中，有時最多四、五個同時讀大學，每次註冊，林朝棨夫人都必須出去借錢。
林朝棨曾拯救捲入二二八事變的吳振武。

## 學術成就
1963年林朝棨以《臺灣之第四紀》論文得日本東北大學理學博士學位。該論文利用碳十四定年法建立各地第四紀地層序，奠定臺灣本島第四紀地質學研究的基礎，臺灣師範大學地理系教授石再添更因此尊稱為「臺灣第四紀之父」。林朝棨的探勘行動也推動了考古學及生物學的進展，1978年發現臺東長濱文化遺址，為臺灣考古學上第一個舊石器時代的遺址。後來又發現十三行遺址、番仔園遺址、鵝鸞鼻遺址等重要新石器時代遺址。
1968年，臺灣漁船在東沙群島附近撈獲翁戎螺，此為臺灣首次發現。1969年又撈獲三枚活體。林朝棨教授鑑定後確認為龍宮翁戎螺。1970年成立中華民國貝類學會，系統化推廣貝類學，至今該學會仍進行貝類中文訂名與臺灣貝類圖鑑編纂。
1977年從台大退休前，林朝棨編寫了《臺灣地形》、《臺灣地質》、《中山自然科學大辭典》的《地球科學》等集大成的著作， 對臺灣地質學界有重大貢獻。

## 晚年
林朝棨在人生的最後十年，仍在病魔纏身中奮力完成了33篇學術著作。1985年7月4日凌晨逝世。

## 家庭
妻子吳嫣嫣女士畢業於長榮女中，兩人育有三子四女。

## 著作
- 《臺灣地形》 林朝棨纂修 林熊祥、李騰嶽監修 臺灣省文獻委員會 1957年
- 《臺灣地質》  林朝棨、周瑞燉合編 臺灣省文獻委員會 1974年

## 相關詞條
- 台灣日治時期著名的學者，目前已知的有：葉清耀、沈榮、陳紹馨、張漢裕、沈乃霖等人。

## 外部連結
- 公共電視：台灣百年人物誌 （页面存档备份，存于）
- 林朝棨長老略歷 （页面存档备份，存于）
- 國立臺灣大學地質學系介紹林朝棨 （页面存档备份，存于）